# Rachael Adams
Rachael Alexis Adams, född 3 juni 1990 i Cincinnati i Ohio, är en amerikansk volleybollspelare. Med landslaget vann hon VM 2014 och tog brons vid OS 2016.
Adams spelade volleyboll med universitetslaget Texas Longhorns 2008-2012 och spelade sedan som proffs i Europa fram till 2021 då hon flyttade till Brasilien för spel med Osasco Voleibol Clube. Hon blev utsett till bästa center vid FIVB World Grand Prix 2016 och CEV Champions League 2016–2017. Hon avslutade sin spelarkarriär 2022.